# آرنه یاکوبسن
 آرنه یاکوبسن (دانمارکی: Arne Jacobsen؛ (زادۀ ۱۱ فوریهٔ ۱۹۰۲ میلادی – درگذشتۀ ۲۴ مارس ۱۹۷۱ میلادی) معمار، و طراح اهل دانمارک بود. از او به خاطر مشارکت‌اش در معماری کارکردگرایانه و همچنین طراحی‌های ساده اما مؤثر صندلی‌هایش یاد می‌شود. به قول اسکات پول، استاد ویرجینیا تک، آرنه هیچگاه از عنوان طراح استفاده نکرد و حتی از آن بدش می‌آمد.

## طراحی مبلمان
امروز از آرنه بیشتر به خاطر طراحی لوازم خانه‌اش یاد می‌شود. هرچند او بیش از هر چیز یک معمار بود.
علاقه وی به طراحی از علاقه‌اش به آثار هنری و انعکاس آن در معماری آغاز شد. وی در سال ۱۹۳۴ میلادی با فریتز هانسن و شرکت وی همکاری کرد و یکی از موفق‌ترین طراحان آن شرکت شد. علی‌رغم موفقیت چشمگیر صندلی‌اش در نمایشگاه فرانسه در سال ۱۹۲۵ میلادی، صندلی‌ها و مبل‌های وی در سال ۱۹۵۰ میلادی شهرت فراوان و موفقیت روزافزون یافت.
منبع اصلی خلاقیت او کارهای چارلز و ری ایمز با چوب‌های خم‌شدۀ چند لایه بود. وی همچنین تحت تأثیر طراح و مورخ هنر ایتالیایی ارنستو راجرز بود که اعتقاد داشت طراحی هر اثری اهمیت دارد «چه طراحی یک قاشق باشد چه طراحی یک شهر»؛ که به خوبی با ایده‌آل‌های او هماهنگ بود.
در سال ۱۹۵۱ میلادی، او صندلی مورچه را برای توسعهٔ کارخانهٔ داروسازی نوو ایجاد کرد و در سال ۱۹۵۵ میلادی، مجموعهٔ هفت را ارائه کرد. هر دو کاملاً با نیازهای مدرن مطابقت دارند، سبک، جمع و جور و به راحتی روی هم قرار می‌گیرند (پشته می‌شوند). دو طرح موفقیت‌آمیز صندلی دیگر، تخم‌مرغ و قو، برای هتل سلطنتی اس‌ای‌اس ساخته شد که آن‌ها را نیز در سال ۱۹۵۶ میلادی طراحی کرد.
طرح‌های دیگری برای استلتون، شرکتی که توسط پسر خوانده‌اش پیتر هولمبل تأسیس شد، ساخته شد. این‌ها شامل کیت کوکتل و ظروف استیل ضدزنگ کلاسیک سیلیندا لاین است.